# داوود گیل نیرنگ

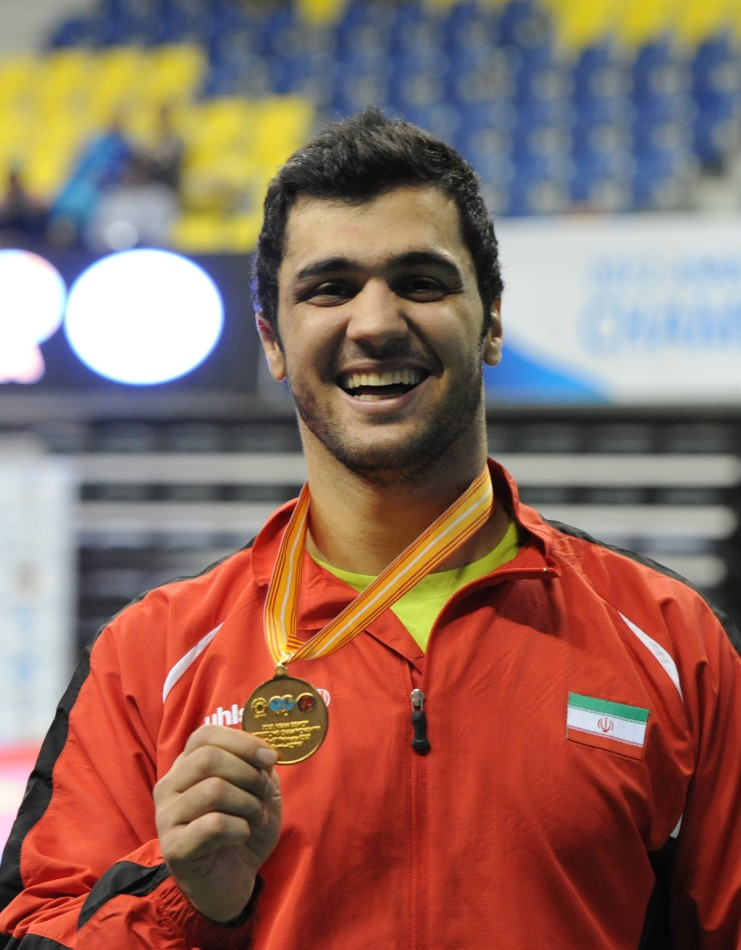
داوود گیل نیرنگ

داوود گیل نیرنگ ملقب به ببر نوشهر (۱ بهمن ۱۳۶۵، در روستای نی رنگ، از توابع شهرستان نوشهر) متولد شد. وی از سن ۶ سالگی ورزش را آغاز کرده و زیر نظر فرهاد اسماعیل‌نژاد به ورزش ژیمناستیک پرداخت و پس از آن به علت علاقه زیاد به رشته کشتی، کار خود را در این رشته ادامه داد.

## جام جهانی
داوود گیل نیرنگ به همراه تیم ملی کشتی فرنگی ۳ بار در جام جهانی حاضر بود که دو بار به عنوان کشتی‌گیر تیم ملی در سال‌های ۲۰۱۲ و ۲۰۱۳ در جام جهانی به همراه تیم ملی به مقام‌های اول و دوم رسید.

## لیگ جهانی باشگاه‌های جهان
وی به همراه تیم باشگاهی سینا صنعت ایذه در مسابقات لیگ جهانی باشگاه‌های جهان در سال ۹۴ شرکت کرد که به مقام پنجم این مسابقات دست یافتند.

## دوران مربی گری تیم ملی کشتی فرنگی
وی از سال ۲۰۱۶ به عنوان مربی تیم ملی کشتی فرنگی ایران منصوب شد.
و همچنین به عنوان مربی تیم ملی کشتی فرنگی در سال ۲۰۱۷ در مسابقات جام جهانی کشتی فرنگی که در آبادان برگزار شد با پیروزی برابر ترکیه به مقام سوم جام جهانی دست یافتند.

## مسابقات همبستگی کشورهای اسلامی
داوود گیل نیرنگ در مسابقات کشتی فرنگی همبستگی کشورهای اسلامی که طی روزهای ۲۷ و ۲۸ اردیبهشت ماه در باکو برگزار شد به عنوان مربی تیم ملی به با کسب ۲ مدال طلا و ۳ برنز پس از تیم کشتی فرنگی آذربایجان به مقام دوم این مسابقات دست یافت.

## مسابقات قهرمانی جهان ۲۰۱۷
در مسابقات قهرمانی جهان که در کشور فرانسه برگزار شد، داوود گیل نیرنگ به همراه تیم ملی کشتی فرنگی ایران با یک تیم بسیار جوان، توانستند با ۳۶ امتیاز پس از تیم ملی روسیه، به مقام نایب قهرمانی جهان دست پیدا کنند.

## بازیهای داخل سالن آسیا - ترکمنستان
پنجمین دوره بازی‌های داخل سالن آسیا روزهای ۲۶ تا ۵ مهرماه در شهر عشق آباد پایتخت کشور ترکمنستان برگزار شد که داوود گیل نیرنگ به همراه تیم ملی کشتی فرنگی با عملکردی فوق‌العاده، تمام کشتی گیران به فینال مسابقات راه یافته که، صاحب ۶ نشان طلا و ۲ نقره شدند و با اقتدار به قهرمانی این مسابقات دست یافتند.

## بازیهای آسیایی جاکارتا ۲۰۱۸
در هجدهمین دوره ی بازی های آسیایی که در جاکارتا برگراز شد ، تیم ملی کشتی فرنگی با مربی گری وی ، با کسب ۲ نشان طلا و ۲ برنز به مقام قهرمانی این مسابقات دست یافت..

داوود گیل نیرنگ در مسابقات آسیایی جاکارتا